# Гарсия, Ромуло
Ромуло Гарсия (исп. Rómulo García; 24 марта 1927 год, Некочея, Аргентина — 18 декабря 2005 года) — католический прелат, третий епископ Мар-дель-Платы с 19 января 1976 года по 31 мая 1991 года, третий архиепископ Баия-Бланки с 31 мая 1991 года по 15 июня 2002 года.

## Биография
Родился 24 марта 1927 года в селении Некочея, Аргентина. 10 декабря 1950 года был рукоположён в священники для служения в епархии Мар-дель-Платы.
9 августа 1975 года Папа Римский Павел VI назначил его вспомогательным епископом епархии Мар-дель-Платы и титулярным епископом Узиты. 24 сентября 1975 года в соборе святых Петра и Цецилии в городе Мар-дель-Платы состоялось его рукоположение в епископы, которое совершил про-префект Конгрегации по делам институтов посвящённой жизни и обществ апостольской жизни Эдуардо Франсиско Пиронио в сослужении с архиепископом Баия-Бланки Хорхе Майером и архиепископом-эмеритом архиепархии Баия-Бланки Гермениано Эсорто.
19 ноября 1991 года Римский папа Павел VI назначил Ромуло Гарсию епископом Мар-дель-Платы. 31 мая 1991 года Римский папа Иоанн Павел II назначил его архиепископом Баия-Бланки.
15 июня 2002 года подал в отставку. Скончался 18 декабря 2005 года.